# Conservatori i Jardí Botànic de Ginebra

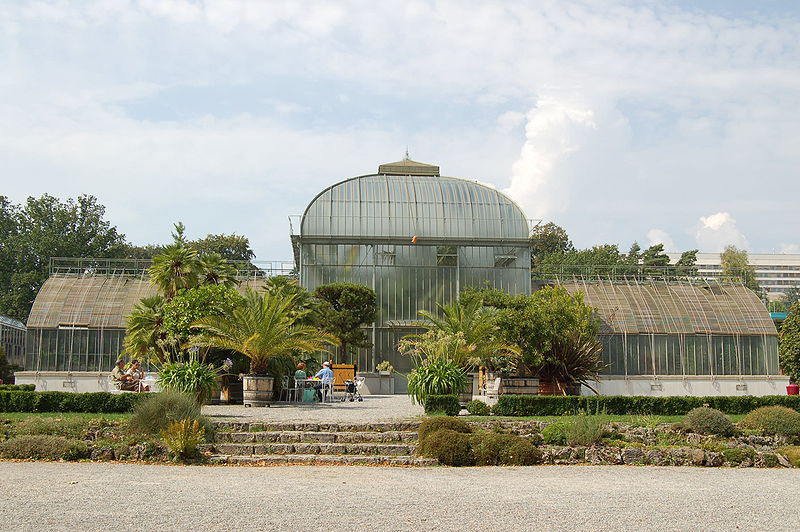
Hivernacles del Jardí Botànic de Ginebra.

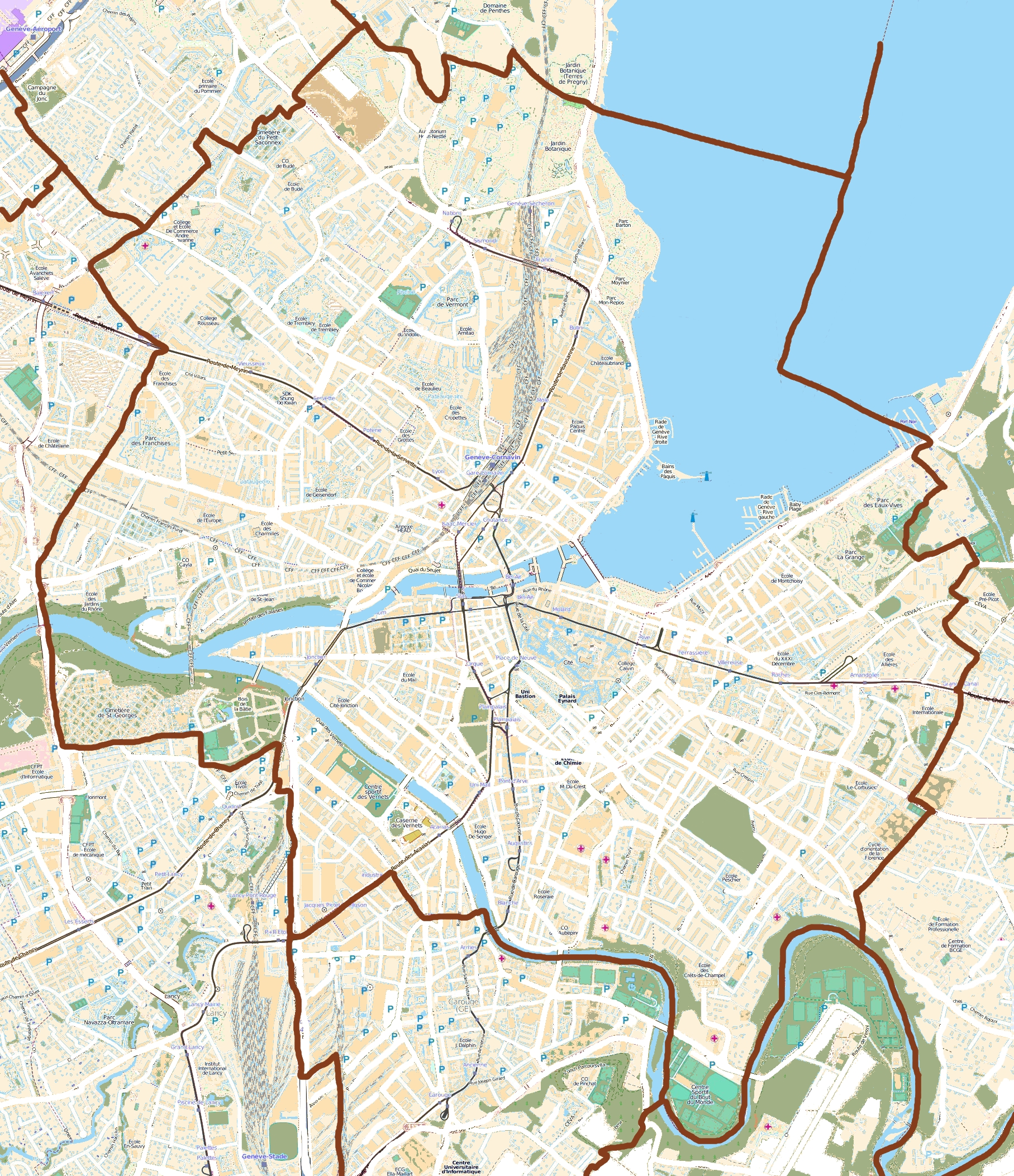
Veure ubicació al mapa: Suïssa - Veure ubicació al mapa: Cantó de Ginebra

El Conservatori i Jardí Botànic de Ginebra o en francès: Conservatoire et Jardin botaniques de Genève, és un jardí botànic situat prop del llac Lemán, en Ginebra, Suïssa. Al costat d'un Arboretum, i diverses seccions de col·leccions de plantes, es duen a terme programes de recuperació d'espècies animals en reculada en el seu mitjà natural, o en perill d'extinció.

## Localització
Està situat en Chemin de l'Impératrice 1 1292 Chambésy, Ginebra. Des de la ciutat de Ginebra es pot arribar al jardí botànic amb les línies d'autobús urbà 1, 11, i 28. Obert de març a octubre de 9.30 a 17.00.

## Història
Va ser creat en 1817 pel botànic Augustin Pyrame de Candolle. Es va traslladar al seu emplaçament actual als afores de Ginebra, en 1904.

## Col·leccions
Compost de 28 hectàrees de plantes, arbres, flors, cursos d'aigua i cascades, amb milers de roses, tulipes, dalias i lliris, alberga una col·lecció de 16,000 espècies de plantes procedents de tot el món.
Les plantes es troben distribuïdes en diverses seccions:
- Arboretum
- Rocalla.
- Hivernacles, que contenen plantes procedents de tots els continents.
- Plantes protegides.
- Plantes medicinals i de valor econòmic.
- Plantes d'horticultura, amb un Jardí de fer olor i tocar, especialment dissenyat para persones invidents.
- Banc de germoplasma
- Parc de cérvols
- Aviarium
- Herbari amb 5,5 milions de plecs d'espècimens, la qual cosa ho situa com un dels cinc herbaris majors del món (Les visites prèvia reserva de dia i hora).
- Biblioteca de més de 220.000 volums

## Activitats
El Conservatori i Jardí Botànic de Ginebra té un especial interès en les plantes medicinals de Paraguai, que amb unes 5 000 plantes conegudes gràcies al llegat de la cultura guaraní, conservat per les missions jesuíticas, és un dels patrimonis fitosanitaris més importants del món.
Fruit de la col·laboració amb el Jardí Botànic i Zoològic d'Asunción va sorgir a mitjan dècada de 1990 el Projecte Etnobotánica Paraguaiana, marc de col·laboració pel qual ha estat possible la millora del jardí botànic d'Asunción així com la creació d'un gran herbari de plantes medicinals paraguaianes i la creació del Centre de Conservació i Educació Ambiental (CCEAM), situat en el Jardí botànic d'Asunción, que desenvolupa nombroses activitats educatives que beneficien a les gents de Paraguai.